# Буштеа (Бузау)
Буштеа (рум. Buștea) насеље је у Румунији у округу Бузау у општини Манзалешти. Oпштина се налази на надморској висини од 639 m.

## Становништво
Према подацима из 2002. године у насељу је живело 179 становника, од којих су сви румунске националности.